# Dorjulopirata dorjulanus
Dorjulopirata dorjulanus is een spinnensoort in de taxonomische indeling van de wolfspinnen (Lycosidae).
Het dier behoort tot het geslacht Dorjulopirata. De wetenschappelijke naam van de soort werd voor het eerst geldig gepubliceerd in 1997 door Jan Buchar.
De soort komt voor in Bhutan.